# Scintilla
Scintilla es un componente libre de edición de código fuente. La aplicación más conocida de Scintilla es SciTE, un editor de texto libre con muchas características útiles para hacer programas simples.

## Características
Además del resaltado de sintaxis, Scintilla tiene muchas características que hacen más fácil la edición del código. El método de resaltado permite el uso de diferentes fuentes, estilos, colores de texto y de fondo, y no está limitado a fuentes de ancho fijo. El control admite indicadores de errores, numeración de líneas en el margen, al igual que marcadores de línea (tales como puntos de interrupción de código). Se pueden añadir otras características, como plegado de bloques y compleción automática de código.

## Editores que usan Scintilla
- Anjuta
- Boa Constructor
- Code::Blocks
- CodeLite
- FlashDevelop
- Geany
- gPHPedit
- Kephra
- ActiveState Komodo
- Notepad++
- Notepad2
- Programmer's Notepad
- SciTE
- Sphere